# Особняк Абрагама Коопа
Особняк Абрагама Коопа — будівля у Комунарському районі Запоріжжя по вулиці Сергія Серікова, 28. Об'єкт культурної спадщини місцевого значення. Декорований багатьма архітектурними елементами особняк був побудований для менонітського промисловця Абрагама Коопа на початку XX століття. Під час голоду 1921—1923 років в будинку знаходилось представництво товариства «American Mennonite Relief», яке допомагало продуктами та речами. У 1966 році була проведена часткова реконструкція та перепланування будинку; в ньому було розташовано обласний протитуберкульозний диспансер.

## Опис
Особняк був побудований для менонітського підприємця Абрагама Абрагамовича Коопа на початку XX століття у північній частині колонії Шенвізе неподалік млина Нібура на вулиці Дачній. Пізніше вулиця була перейменована на Комсомольську, а з 2016 року носить ім'я Сергія Серікова. Абрагам Кооп був основним власником сімейного бізнесу та сином засновника бізнесу Абрагама Якоба (Абрагама Яковича) Коопа. Дата побудови особняку невідома - називаються 1900 і 1907 роки. Хоча спочатку менонітам були характерні строгість і мінімалізм побуту, на момент будівництва розбагатіли представники менонітських династій (Леппи, Коопи, Вальмани) вже відійшли від старих традицій і стали споруджувати розкішні особняки з використанням технічних новинок (як-от електрики, телефону).
Будівля складається з двох об'ємів - західного та східного з підвалами під усією спорудою. Західний об'єм — двоповерховий, з розташуванням у наріжнику високого наметового даху і триповерховим виступом в центрі. Східний - двоповерховий, видовжений з півночі на південь. Загальна площа будівлі – 619 м². Планувальна структура – коридорно-секційного типу. В оформленні використані численні декоративні елементи на головних фасадах — трикутні віконні сандрики на консолях, розвинений антаблемент, обеліски в розірваних сандриках фронтонів, замкові камені над вікнами та люкарнами, профільовані лізени.
Головними акцентами об'ємів виступають дахове навершя кутового ризаліту східного об’єму та трикутний фронтон центрального ризаліту. Нижній поверх відкреслений від верхніх ярусів широкою профільованою тягою та відокремлений лінійною рустівкою. На верхніх поверхах важливу роль в оформленні фасадів виконує фактура матеріалу - силікатна цегла. Є балкон з ажурною решіткою та коронка над наметовим дахом кутового ризаліту.
Інтер'єри зазнали часткового перепланування. Первісні елементи оформлення практично не збереглися, серед автентичних елементів залишилися лише балюстрада сходів та металеві сходи до підвалу.
Архітектурний стиль особняка палацового типу еклектичний. У ньому вбачають елементи неоренесансу, необароко. Дизайн перил сходів демонструє вплив модерну (югендстилю).
Протитуберкульозний диспансер № 1 є комунальним закладом Запорізької обласної ради. Як пам'ятник культурної спадщини будівля не підлягає приватизації.